# Chuck Mayfield
Chuck Mayfield (* 23. Dezember 1934 in Fort Smith, Arkansas; † 21. August 2015 in Oden, Arkansas) war ein US-amerikanischer Country-Musiker. Mayfield teilte die Bühne bereits mit Stars wie Hank Snow, Johnny Cash, Jim Reeves, Tex Ritter, Gene Autry und vielen weiteren.

## Leben

### Kindheit und Jugend
Geboren in Arkansas, zog Chuck Mayfields Familie um 1947 nach Eloy, Arizona. Bereits als Kind interessierte er sich für Musik und sang. 1951 begann er, mit Ray Odom und den Sunset Riders in der Umgebung zu spielen.

### Karriere
Mayfield begann, sich professionell sein Geld mit Musik zu verdienen. 1952 unterzeichnete er einen Plattenvertrag mit Starday Records und seine erste Single erschien dort mit Washing on the Line / Face In the Clouds. Schnell stieg seine Popularität und Mayfield wurde zu Gastauftritten im Louisiana Hayride, Saturday Night Shindig und im Houston Hometown Jamboree eingeladen.
Mitte der 1950er Jahre stand Mayfield auf dem Höhepunkt seiner Karriere. Trotz des Fehlens von Hits war er in Arizona sehr bekannt. Ray Odom hatte 1955 in Phoenix den Arizona Hayride gestartet, in dem Mayfield am Wochenende nun regelmäßig Auftritte absolvierte. Auf KCKY hatte er seine eigene Radioshow und gab 1956 im Madison Square Garden in New York City in erfolgreiches Konzert. Inzwischen war Mayfield zu Abbott Records aus Kalifornien gewechselt, die seinen Vertrag aber an Dot Records verkauften. Dot veröffentlichte aber nur eine einzige Single von Mayfield.
1959 wurde der Louisiana Hayride auf Mayfield aufmerksam und engagierte ihn als Mitglied. In dieser Zeit trat er mit vielen Stars der Zeit wie Jim Reeves, Johnny Cash, Johnny Horton und Red Sovine auf. Bis zum Ende des Hayrides in den 1960er Jahren blieb Mayfield der Show verbunden. Trotz der Auftritte in national gesendeten Shows gelang Mayfield nie der Sprung in die Hitparaden. Mayfield trat bis zu seinem Tod noch gelegentlich auf.

## Diskografie

### Singles
| Jahr             | Titel                                                               | #      | Anmerkungen                           |
| ---------------- | ------------------------------------------------------------------- | ------ | ------------------------------------- |
| Stanchel Records |                                                                     |        |                                       |
|                  | A Little Bit Longer / A Fool That Just Can’t Win                    | 3030   | mit den Wonder Valley Boys            |
| Starday Records  |                                                                     |        |                                       |
| 1954             | Washing On the Line / Face in the Clouds                            | 45-140 |                                       |
| 1954             | Lucky Me / Helpless Hands                                           | 45-161 |                                       |
| 1955             | Trinidaddy / Tell Me Sweet                                          | 45-184 |                                       |
| 1955             | Hog Sloppin’ Time in the Hollow / Are You Trying To Tell Me Goodbye | 45-211 |                                       |
| Abbott Records   |                                                                     |        |                                       |
| 1957             | Four Faces High / My Heart turned Gypsy                             | 191    |                                       |
| Dot Records      |                                                                     |        |                                       |
| 1957             | Four Aces High / My Heart Turned Gypsy                              | 15549  | Wiederveröffentlichung von Abbott 191 |